# Xenochroma palimpaïs
Xenochroma palimpaïs là một loài bướm đêm trong họ Geometridae.